# Hirobumi Ito
För andra betydelser, se Ito (olika betydelser).
Det här är en artikel om en person med japanskt personnamn; Itō är familjenamnet.
Itō Hirobumi (伊藤博文), född 16 oktober 1841 i Hagi, död 26 oktober 1909, var en japansk furste och statsman. Han var Japans förste premiärminister (och den 5:e, 7:e och 10:e).

## Uppväxt
Itō Hirobumi var det officiella namnet, enligt gammaljapansk sed antaget vid inträdet i kejsarens tjänst i stället för tidigare enskilda namn. Itōs släktnamn var ursprungligen Hayashi, hans personnamn Risuke som barn, Shunsuke som fullvuxen. Han föddes som samuraj (adlig vasall) under daimyoätten Mori av Choshu, upptogs jämte sin far, vars ende son han var, genom adoption i ätten Itō. Sin första uppfostran fick han i en skola, som grundlades och leddes av Yoshida Shōin, en av den japanska reformrörelsens tidigare målsmän. Vid 16 års ålder trädde han i tjänst hos en av furstendömets inflytelserikaste stormän, Kuruhara, som jämte sin frände Kido Takayoshi väsentligen bestämde dess politik vid den avgörande krisens utbrott.
Itō tillhörde sålunda i sin ungdom en krets av adelsmän som i opposition mot Tokugawa-regeringen i Edo strävade att avvärja det hotande västerländska främlingsväldet genom den kejserliga maktens återupprättande med stöd av militära och politiska hjälpmedel efter europeiska mönster. Under de pågående häftiga partistriderna lyckades han 1863, trots det ännu gällande förbudet mot utrikes resor, med sin närmaste länsherres goda minne och med biträde av en engelsk köpmansfirma i Nagasaki smyga sig ombord på ett dess fartyg och efter ankomsten till London förvärva livligare och djupare intryck av Europas makt och bildning.

## Meijirestaurationen
Men redan året därpå, när en konflikt utbrutit emellan hans länsherre (daimyō) och de främmande makterna, återvände Itō till Japan och sökte på diplomaternas anmodan förgäves avråda från de våldsåtgärder som ledde till det förödmjukande nederlaget vid Shimonoseki (1864). Sedermera anförtroddes han flera viktiga underhandlingsuppdrag inom de olika partiernas inbördes förvecklingar, och att han tillvunnit sig de ledande männens förtroende särskilt på grund av sin bekantskap med västerländska förhållanden, framgår därav, att han omedelbart efter Meijirestaurationen 1868 med hög offentlig rang tjänstgjorde som tolk vid de främmande sändebudens första audiens hos kejsaren och utnämndes till guvernör i den för främlingarnas handel öppnade hamnstaden Kobe. 1869 kallades han till Tokyo som närmaste biträde åt finansministern och 1870 skickades till Amerika för studier angående myntväsendets reglering.

## Det tidiga Meijistyret

Itō (stående till höger) med Iwakura-ambassaden

Genom att tillstyrka guldmyntfotens och metersystemets antagande gav Itō uppslaget till senare finansiella och ekonomiska reformer. Även byggandet av de första järnvägarna i Japan (Tokyo-Yokohama och Kobe-Osaka, fullbordade 1872) företogs delvis på hans initiativ, och hans andel i det samtida politiska omdaningsarbetet anses ha varit av stor betydelse, även om han officiellt ännu inte framträdde i första ledet. Han deltog i Iwakura Tomomis stora ambassad till Amerika och Europa (1871-73) som en av dess formellt underordnade, men i verkligheten mest betydande medlemmar. Efter återkomsten verkade han i flera år dels som minister för allmänna arbeten, dels som inrikesminister och i andra befattningar för Japans nationella och intellektuella kulturutveckling. Efter Satsumaupproret 1877, i vars dämpande han verksamt deltog, växte hans inflytande oavbrutet, sedan det första reformskedets förnämsta statsmän, Kido och Okubo Toshimichi, ungefär samtidigt bortgått.

## Lagstiftaren
Efter det kejserliga löftet av 1881 om sammankallandet av en riksdag uppdrogs åt Itō att ombesörja utarbetandet av den nya författningen. För detta ändamål företog han under de följande åren studieresor i Europa, då han även bevistade Alexander III:s kröning i Moskva 1883 kort före sin hemfärd. Som förarbeten till författningens införande ombildades adelsorganisationen 1884, då Itō utnämndes till greve, departementalstyrelsen 1885, då han utnämndes till premiärminister, ävensom riksrådet 1888, vars president han såväl då som flera gånger efteråt blev efter sin avgång från andra höga ämbeten. Som utomordentlig ambassadör hade han även 1885 avslutit den viktiga Koreatraktaten med Kina. Efter grundlagens publikation februari 1889 och riksdagens sammankallande november samma år blev Ito överhusets förste president. 

## Premiärministern Itō
Som premiärminister stod han i spetsen för regeringen 1892-96, liksom under kortare tider 1898 och 1900-01. I denna egenskap förberedde och genomförde han kriget med Kina, varunder han även förhandlade med Li Hongzhang om Shimonosekifördraget (1895). Men även då han inte innehade någon ministerplats, utövade han i viktiga fall på grund av kejsarens förtroende ett mäktigt inflytande, dels i överensstämmelse med gamla japanska traditioner som en av de "äldre statsmännen", (Genrō) dels som ledamot av riksrådet enligt den nya författningen. Försöken att införa ett parlamentariskt regeringssätt motarbetade Itō både som grundlagstolkare och som stiftare av en särskild "konstitutionell förening" (Seiyūkai) i motsats till de tävlande parlamentspartierna (1900). 
Under sin vistelse i Kina 1898 utan egentligt regeringsuppdrag torde han ha understött Guangxu-kejsaren i hans försök att inleda en reformpolitik efter Japans föredöme. Som icke-officiell underhandlare förberedde han avslutandet av det japansk-engelska förbundet 1902. Även under förvecklingarna och kriget med Ryssland ingrep han utan formlig ämbetsanställning kraftigt i de politiska ärendena, särskilt genom avslutandet av traktaten med Korea i Seoul (mars 1904), och hans förtjänster vitsordades offentligen genom att han upphöjdes till furstligt stånd (efter det kinesiska kriget hade han blivit utnämnd till markis).

## Mordet i Harbin
Efter freden i Portsmouth 1905 genomförde Itō som kejsarens högste representant i Korea (februari 1906-juni 1909) detta rikes ombildning till ett japanskt lydland. Han mördades av en koreansk attentatsman 26 oktober 1909 i Harbin vid ett möte med en rysk beskickning.

## Japans premiärminister
- 1:a: 22 december 1885 - 30 april 1888 861 dagar
- 5:e: 8 augusti 1892 - 31 augusti 1896 1 485 dagar
- 7:e: 12 januari 1898 - 30 juni 1898 170 dagar
- 10:e: 19 oktober 1900 - 10 maj 1901 204 dagar

## Utmärkelser
- Kedja av Krysantemumorden,  5 augusti 1895[5]
- Storkorset av Karl III:s orden,  26 oktober 1896
- Storkors av Leopoldorden,  4 oktober 1897
- Storkors av Hederslegionen,  29 april 1898
- Riddare med storkors av Bathorden,  14 januari 1902[6]
- Stora ordensbandet av Krysantemumorden,  1 april 1906[5]
- Uppgående solens orden med paulowniablomster, första graden
- Riddare av Sankt Alexander Nevskij-orden
- Vasaorden
- Storkorsriddare av Sankt Mauritius och Sankt Lazarusorden
- Järnkroneorden
- Röda örns orden
- Storkorsriddare av Italienska kronorden
- Uppgående solens orden, första klass
- Riddare av Annunziataorden
- Silvermedaljen med gult band

[Redigera Wikidata]